# Jeffrey DeLaurentis

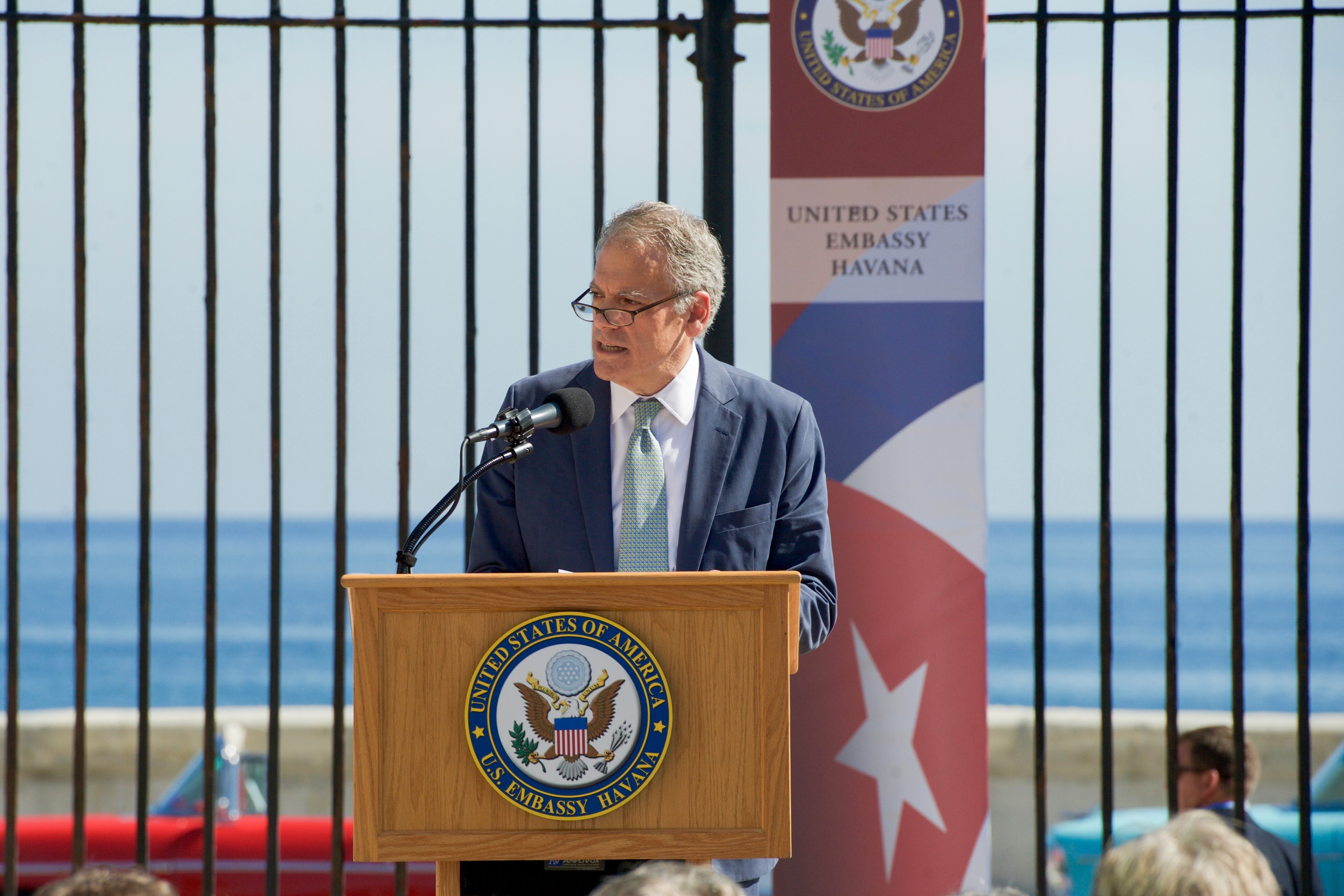
Jeffrey DeLaurentis (2015) bei seiner Ansprache zur Wiedereröffnung der US-Botschaft in Havanna

Jeffrey DeLaurentis (* 1954) ist ein US-amerikanischer Diplomat und ein ehemaliger Chef der Mission der US-Botschaft in Havanna.
Jeffrey DeLaurentis absolvierte seine Ausbildung an der Edmund A. Walsh School of Foreign Service an der Georgetown University in Washington, D.C. und anschließend an der Graduate School of International and Public Affairs der Columbia University in New York City. Zudem absolvierte er noch einen Teil seiner Ausbildung in „Political Science“ an der Columbia's Graduate School of Arts and Sciences.
Obwohl die Vereinigten Staaten bisher noch keinen Diplomaten offiziell zum Botschafter in Kuba ernannt haben, hat DeLaurentis aufgrund seiner vorherigen Verwendung seit 2011 bei den Vereinten Nationen als Alternate Representative of the United States for Special Political Affairs eine vom US-Senat bestätigte Botschafterfunktion. Er übernahm seine Funktion als Chef der Mission der Botschaft der USA in Havanna nach der Wiederaufnahme der diplomatischen Beziehungen zwischen den USA und Kuba am 20. Juli 2015 und diente in dieser Funktion bis 2017. DeLaurentis arbeitet seit 1991 im diplomatischen Dienst der Vereinigten Staaten. Derzeit dient er als amtierender US-Botschafter für besondere politische Angelegenheiten.